# Sabiá-do-campo
O sabiá-do-campo (Mimus saturninus) é uma espécie de mimão (mockingbird em inglês). É uma ave famosa por seu vasto repertório de cantos, que incluem imitações de outras espécies. 
Apresenta a característica de ave Sinantrópica, ou seja, pode se adaptar as grandes cidades, desde que estejam disponíveis água e áreas verdes onde eles possam pousar, caçar e fazer ninhos. Sua cor marron com torso acinzentado colaboram para sua preservação, já que mimetizam ambientes urbanos e campestres. São pássaros  pequenos, os adultos medindo de 12 a 15 cm. Uma curiosidade é que seu canto vibrante e sonoro parece não corresponder ao animal tão pequeno.
É comum vê-los em pequenos bandos de 3 a 7 indivíduos (como observados em Taubaté - SP, cidade de 300.000 habitantes ou mesmo em cidades maiores como Belo Horizonte - MG), são bastante dóceis e não temem a presença humana, ao contrário dos pardais e bem-te-vis que são muito "ariscos".

## Etimologia
Também pode ser chamada de tejo-do-campo, sabiapoca ou Calhandra.[carece de fontes?]
O nome sabiá-do-campo foi selecionado como nome vernáculo técnico para a espécie Mimus saturninus pelo Comitê Brasileiro de Registros Ornitológicos (CBRO) em 2021.

## Aparência
A plumagem é predominantemente cinza no torso e na região superior das asas, cabeça e cauda. As partes inferiores, como barriga e peito, apresentam coloração branco-amarelada. Possui uma lista branca superciliar que contrasta com uma faixa preta na região dos olhos. Não apresentam dimorfismo sexual.

## Alimentação
Alimenta-se principalmente de invertebrados e frutos, bem como de filhotes de outras aves retirados dos ninhos. Dentre os invertebrados, os insetos (formigas, cupins, besouros) constituem a maior parte das presas.
Os frutos podem ser silvestres (neste caso de pequeno tamanho, engolidos inteiros) ou cultivados, como banana, mamão, laranja e abacate. As sementes não são digeridas, e atravessam intactas o tubo digestivo. A ave atua, assim, como dispersora das sementes dos frutos que ingere.
A maior parte do alimento é obtida enquanto a ave caminha pelo solo. Outros métodos de alimentação com presas animais são menos freqüentes, como a captura de insetos em voo a partir de poleiros elevados, ou com saltos a partir do solo.
Frutos são coletados pela ave empoleirada; frutos de grande tamanho, cultivados, podem ter parte de sua polpa consumida após caírem ao solo.

## Reprodução
A ave constrói o ninho com gravetos secos em forma de taça rala sobre árvores ou arbustos e em certos locais, sobre os grandes ninhos abandonados de outros pássaros. Choca, em média, 2 a 3 ovos verde-azulados, pintados de sépia, chocando, às vezes, os ovos de outros pássaros. O casal é auxiliado por um terceiro ou quarto indivíduo do bando, que talvez sejam crias de anos anteriores. Repelem os outros pássaros das proximidades do ninho.

## Hábitos
Observado geralmente em bandos, que podem ter até por volta de 13 integrantes. Na porção sul de sua distribuição não forma bandos, e costuma viver em casais.
Enquanto caminha pelo solo, de tanto em tanto abre ambas asas numa exibição denominada "lampejo de asas", cuja finalidade não é entendida e que é observada também em outras espécies do gênero. Trabalhos prévios teorizaram diversas origens, como um comportamento defensivo, um comportamento de captura de presas e de acasalamento ou exibição social.